# حسین آژدان
حسین آژدان فیلمی به کارگردانی رضا صفایی و نویسندگی حبیب اله کسمایی محصول سال ۱۳۵۳ است.

## داستان
حسين آژدان (بهمن مفيد)، كه مسئول برقرار كردن نظم محله است، در كنار همسر (آرزو غفاري) و فرزندانش زندگی خوش و آرامی دارد، تا اينكه با رقاصه ای به نام شبنم (شهناز تهرانی) آشنا و كانون خانوادگی اش از هم پاشيده می شود. جلال (احمد معينی)، كه از اوباش محل است و قصد تصاحب شبنم را دارد، اسباب دردسر حسين آژدان می شود و حيثيت او را برباد می دهد. جلال و نوچه هايش بارها سر راه حسين آژدان قرار می گيرند و حسين را متهم به رشوه خواری می كنند. شبنم كه شاهد مشكلات حسين آژدان و از هم پاشيدن خانواده ی او است با فداكاری پای خود را از زندگي حسين بيرون می كشد، و او را به خانه و زندگي اش باز می گرداند.

## بازیگران
- بهمن مفید
- شهناز تهرانی
- علی میری
- شهین
- عزت‌الله رمضانی‌فر
- طاهره غفاری
- داریوش اسدزاده
- پروین سلیمانی
- علی زاهدی
- ملیحه نصیری
- گیتی فروهر
- رضا رخشانی
- حسین شهاب
- احمد معینی
- کریم قاجار
- شیوا
- آذر
- علی‌اکبر گلپایگانی
- رضا رخک
- علی رضا
- گیلدا صفایی
- مهیار
- عباس مختاری
- محمود
- جلال پیشواییان
- محمد نوروزی
- جواد نجفی
- رضا حاجیان
- رضا ذوالفقاری